# Symbiocladius renatae
Symbiocladius renatae är en tvåvingeart som beskrevs av Spies 1997. Symbiocladius renatae ingår i släktet Symbiocladius och familjen fjädermyggor. Inga underarter finns listade i Catalogue of Life.